# 吉拉利本歐麥爾
35°26′40″N 0°50′59″E / 35.4445°N 0.8497°E
吉拉利本歐麥爾（阿拉伯语：‎），是阿爾及利亞的城鎮，位於該國北部提亞雷特省，由邁什拉薩法區負責管轄，面積149平方公里，海拔高度317米，2008年人口5,443，人口密度每平方公里36人。